# NGC 628
NGC 628 je galaksija u zviježđu Ribe.

## Vanjske poveznice
- SEDS: NGC 0628